# Rangifer tarandus pearyi
Il caribù di Peary (Rangifer tarandus pearyi J. A. Allen, 1902) è una sottospecie di caribù diffusa nelle isole artiche settentrionali dei territori canadesi del Nunavut e del Nord-Ovest.

## Descrizione
È il più piccolo dei caribù nordamericani: le femmine pesano in media 60 kg e i maschi non superano i 110 kg. In lunghezza, le femmine misurano 1,4 m e i maschi 1,7 m.
Come avviene in altre renne, i palchi sono presenti sia nei maschi che nelle femmine. I maschi adulti li sviluppano tra marzo e agosto, mentre le femmine tra giugno e settembre; in entrambi i sessi il velluto viene perso a ottobre.
D'inverno il manto di questo caribù è bianco e folto. D'estate, invece, diviene meno fitto e di colore più scuro, quasi grigio-ardesia. Il manto è composto da peli cavi che aiutano l'animale a trattenere il calore corporeo e a isolarlo dal freddo esterno.

## Biologia

### Riproduzione
I maschi divengono sessualmente maturi dopo i due anni d'età, mentre le femmine dopo i tre. L'accoppiamento avviene in autunno e viene effettuato solamente se la femmina ha accumulato sufficienti riserve di grasso. Dopo un periodo di gestazione di 7 o 8 mesi viene dato alla luce un unico piccolo.

### Alimentazione
I caribù di Peary si nutrono di quasi ogni tipo di erba disponibile, di Ciperacee (carici), licheni e funghi. In particolare d'estate sembrano prediligere la sassifraga viola, tanto da far divenire di quel colore i loro musi in seguito all'eccessivo consumo di questa pianta. Gli zoccoli sono appuntiti e a forma di pala, sì da permettere all'animale di scavare nella neve in cerca di cibo.

### Migrazioni
I territori invernali ed estivi sono distanti solo molto raramente più di 150 km gli uni dagli altri. Questi caribù sono in grado di superare in velocità il lupo artico, loro principale predatore, e sono inoltre buoni nuotatori. Solitamente si spostano in piccoli gruppi composti da non più di dodici individui d'estate e da non più di quattro in inverno.

## Conservazione
Il numero dei caribù di Peary è sceso dai 40.000 esemplari del 1961 ai 1.000 del 2004. Durante questo periodo, il numero dei giorni con temperature superiori al limite di congelamento è aumentato notevolmente, tanto da permettere la formazione di strati di ghiaccio sopra la neve più soffice. Questi strati ostacolano il foraggiamento dei caribù e sono la principale causa del drammatico declino della loro popolazione negli ultimi decenni del XX secolo.

## Rapporti con l'uomo
Il caribù di Peary, detto tuktu in Inuinnaqtun/Inuktitut, costituisce un'importante fonte di cibo per gli Inuit e prende il nome da Robert Peary.